# Taça de Ouro 1983
La Taça de Ouro 1983 (in italiano Trofeo d'Oro 1983) è stata la 13ª edizione del massimo campionato brasiliano di calcio.

## Formula
Primo turno: 40 squadre divise in 8 gruppi di 5 club ciascuno. Ogni squadra affronta in partite di andata e ritorno tutte le componenti del proprio gruppo e si qualificano al secondo turno le migliori 3 di ogni raggruppamento, mentre le quarte classificate disputano i ripescaggi. Le quinte classificate accedono alla terza fase della Taça de Prata.
Ripescaggi: le 8 squadre quarte classificate vengono accoppiate tra di loro per disputare una gara ad eliminazione diretta. Le 4 squadre vincitrici delle partite di ripescaggio si qualificano per il secondo turno, le altre 4 accedono alla terza fase della Taça de Prata.
Secondo turno: alle 28 squadre qualificate nei turno precedenti (24 dopo il primo turno e altre 4 dopo i ripescaggi) si aggiungono le 4 prime classificate nel secondo turno della Taça de Prata. Le 32 squadre vengono divise in 8 gruppi di 4 squadre ciascuno, che affrontano in partite di andata e ritorno tutte le componenti del proprio girone. Si qualificano al terzo turno le migliori 2 di ogni raggruppamento.
Terzo turno: le 16 squadre vengono divise in 4 gruppi di 4 squadre ciascuno, che affrontano in partite di andata e ritorno tutte le componenti del proprio girone. Si qualificano alla fase finale le migliori 2 di ogni raggruppamento.
Quarti di finale, semifinali e finale: gare a eliminazione diretta in partita di andata e ritorno. Gioca in casa la seconda partita la squadra meglio classificata dopo i turni precedenti, in caso di parità si qualifica al turno seguente la squadra con il miglior risultato nel turno precedente.

## Partecipanti
| Squadra          | Città          | Stato               |
| ---------------- | -------------- | ------------------- |
| América-RN       | Natal          | Rio Grande do Norte |
| America-RJ       | Rio de Janeiro | Rio de Janeiro      |
| Americano        | Campos         | Rio de Janeiro      |
| Atlético Mineiro | Belo Horizonte | Minas Gerais        |
| Athl. Paranaense | Curitiba       | Paraná              |
| Bahia            | Salvador       | Bahia               |
| Botafogo         | Rio de Janeiro | Rio de Janeiro      |
| Botafogo-SP      | Ribeirão Preto | San Paolo           |
| Brasília         | Brasilia       | Distretto Federale  |
| Campo Grande     | Rio de Janeiro | Rio de Janeiro      |
| Colorado         | Curitiba       | Paraná              |
| Comercial-MS     | Campo Grande   | Mato Grosso do Sul  |
| Corinthians      | San Paolo      | San Paolo           |
| Cruzeiro         | Belo Horizonte | Minas Gerais        |
| CSA              | Maceió         | Alagoas             |
| Ferroviária      | Araraquara     | San Paolo           |
| Ferroviário-CE   | Fortaleza      | Ceará               |
| Flamengo         | Rio de Janeiro | Rio de Janeiro      |
| Fluminense       | Rio de Janeiro | Rio de Janeiro      |
| Fortaleza        | Fortaleza      | Ceará               |
| Galícia          | Salvador       | Bahia               |
| Goiás            | Goiânia        | Goiás               |
| Grêmio           | Porto Alegre   | Rio Grande do Sul   |
| Guarani          | Campinas       | San Paolo           |
| Internacional    | Porto Alegre   | Rio Grande do Sul   |
| Joinville        | Joinville      | Santa Catarina      |
| Juventus-SP      | San Paolo      | San Paolo           |
| Mixto            | Cuiabá         | Mato Grosso         |
| Moto Club        | São Luís       | Maranhão            |
| Náutico          | Recife         | Pernambuco          |
| Palmeiras        | San Paolo      | San Paolo           |
| Paysandu         | Belém          | Pará                |
| Ponte Preta      | Campinas       | San Paolo           |
| Rio Branco-ES    | Cariacica      | Espírito Santo      |
| Rio Negro        | Manaus         | Amazonas            |
| San Paolo        | San Paolo      | San Paolo           |
| Santos           | Santos         | San Paolo           |
| Sergipe          | Aracaju        | Sergipe             |
| Sport Recife     | Recife         | Pernambuco          |
| Tiradentes       | Teresina       | Piauí               |
| Treze            | Campina Grande | Paraíba             |
| Uberaba          | Uberaba        | Minas Gerais        |
| Vasco da Gama    | Rio de Janeiro | Rio de Janeiro      |
| Vila Nova        | Jaú            | San Paolo           |

## Primo turno

### Gruppo A

#### Risultati
| 1ª giornata       | 1ª giornata  | 1ª giornata | 1ª giornata  | 1ª giornata  |
| 23 gen. 1983      | 23 gen. 1983 |             | 27 feb. 1983 | 27 feb. 1983 |
| ----------------- | ------------ | ----------- | ------------ | ------------ |
| 2-0               | Flamengo     | -           | Santos       | 2-3          |
| 1-1               | Moto Club    | -           | Paysandu     | 1-2          |
| Riposa: Rio Negro |              |             |              |              |

| 2ª giornata      | 2ª giornata  | 2ª giornata | 2ª giornata | 2ª giornata |
| 26 gen. 1983     | 26 gen. 1983 |             | 6 mar. 1983 | 6 mar. 1983 |
| ---------------- | ------------ | ----------- | ----------- | ----------- |
| 1-0              | Rio Negro    | -           | Paysandu    | 0-3         |
| 3-1              | Santos       | -           | Moto Club   | 1-1         |
| Riposa: Flamengo |              |             |             |             |

| 3ª giornata      | 3ª giornata  | 3ª giornata | 3ª giornata | 3ª giornata |
| 29 gen. 1983     | 29 gen. 1983 |             | 9 feb. 1983 | 9 feb. 1983 |
| ---------------- | ------------ | ----------- | ----------- | ----------- |
| 1-1              | Flamengo     | -           | Moto Club   | 5-1         |
| 0-1              | Rio Negro    | -           | Santos      | 0-3         |
| Riposa: Paysandu |              |             |             |             |

| 4ª giornata       | 4ª giornata     | 4ª giornata     | 4ª giornata  | 4ª giornata  |
| 2 e 3 feb. 1983   | 2 e 3 feb. 1983 | 2 e 3 feb. 1983 | 19 feb. 1983 | 19 feb. 1983 |
| ----------------- | --------------- | --------------- | ------------ | ------------ |
| 1-1               | Rio Negro       | -               | Flamengo     | 1-7          |
| 1-2               | Paysandu        | -               | Santos       | 1-4          |
| Riposa: Moto Club |                 |                 |              |              |

| 5ª giornata    | 5ª giornata | 5ª giornata | 5ª giornata  | 5ª giornata  |
| 5 feb. 1983    | 5 feb. 1983 |             | 23 feb. 1983 | 23 feb. 1983 |
| -------------- | ----------- | ----------- | ------------ | ------------ |
| 0-0            | Moto Club   | -           | Rio Negro    | 0-1          |
| 2-3            | Paysandu    | -           | Flamengo     | 2-3          |
| Riposa: Santos |             |             |              |              |

#### Classifica
| Pos. | Squadra   | Pt | G | V | N | P | GF | GS | DR  |
| ---- | --------- | -- | - | - | - | - | -- | -- | --- |
| 1    | Santos    | 13 | 8 | 6 | 1 | 1 | 17 | 8  | +9  |
| 2    | Flamengo  | 12 | 8 | 5 | 2 | 1 | 24 | 11 | +13 |
| 3    | Rio Negro | 6  | 8 | 2 | 1 | 4 | 4  | 15 | -11 |
| 4    | Paysandu  | 5  | 8 | 2 | 1 | 5 | 12 | 15 | -3  |
| 5    | Moto Club | 4  | 8 | 0 | 4 | 4 | 6  | 14 | -8  |

#### Verdetti
- Santos, Flamengo e Rio Negro qualificati al secondo turno.
- Paysandu accede ai ripescaggi.
- Moto Club accede al terzo turno della Taça de Prata.

### Gruppo B

#### Risultati
| 1ª giornata       | 1ª giornata  | 1ª giornata | 1ª giornata  | 1ª giornata  |
| 23 gen. 1983      | 23 gen. 1983 |             | 27 feb. 1983 | 27 feb. 1983 |
| ----------------- | ------------ | ----------- | ------------ | ------------ |
| 0-1               | Atlético-PR  | -           | Grêmio       | 2-1          |
| 0-1               | Campo Grande | -           | Ponte Preta  | 0-2          |
| Riposa: Joinville |              |             |              |              |

| 2ª giornata          | 2ª giornata       | 2ª giornata | 2ª giornata      | 2ª giornata      |
| 26 e 27 gen. 1983    | 26 e 27 gen. 1983 |             | 9 e 10 feb. 1983 | 9 e 10 feb. 1983 |
| -------------------- | ----------------- | ----------- | ---------------- | ---------------- |
| 1-0                  | Joinville         | -           | Grêmio           | 1-1              |
| 2-4                  | Ponte Preta       | -           | Atlético-PR      | 3-1              |
| Riposa: Campo Grande |                   |             |                  |                  |

| 3ª giornata         | 3ª giornata  | 3ª giornata | 3ª giornata  | 3ª giornata  |
| 29 gen. 1983        | 29 gen. 1983 |             | 19 feb. 1983 | 19 feb. 1983 |
| ------------------- | ------------ | ----------- | ------------ | ------------ |
| 2-0                 | Grêmio       | -           | Ponte Preta  | 1-1          |
| 1-3                 | Joinville    | -           | Campo Grande | 0-1          |
| Riposa: Atlético-PR |              |             |              |              |

| 4ª giornata    | 4ª giornata  | 4ª giornata     | 4ª giornata     | 4ª giornata     |
| 2 feb. 1983    | 2 feb. 1983  | 6 e 7 mar. 1983 | 6 e 7 mar. 1983 | 6 e 7 mar. 1983 |
| -------------- | ------------ | --------------- | --------------- | --------------- |
| 0-0            | Campo Grande | -               | Atlético-PR     | 1-1             |
| 0-0            | Joinville    | -               | Ponte Preta     | 1-3             |
| Riposa: Grêmio |              |                 |                 |                 |

| 5ª giornata         | 5ª giornata | 5ª giornata | 5ª giornata  | 5ª giornata  |
| 5 feb. 1983         | 5 feb. 1983 |             | 23 feb. 1983 | 23 feb. 1983 |
| ------------------- | ----------- | ----------- | ------------ | ------------ |
| 4-1                 | Atlético-PR | -           | Joinville    | 0-2          |
| 4-0                 | Grêmio      | -           | Campo Grande | 0-0          |
| Riposa: Ponte Preta |             |             |              |              |

#### Classifica
| Pos. | Squadra          | Pt | G | V | N | P | GF | GS | DR |
| ---- | ---------------- | -- | - | - | - | - | -- | -- | -- |
| 1    | Ponte Preta      | 10 | 8 | 4 | 2 | 2 | 12 | 9  | +3 |
| 2    | Grêmio           | 9  | 8 | 3 | 3 | 2 | 10 | 5  | +5 |
| 3    | Athl. Paranaense | 8  | 8 | 3 | 2 | 3 | 12 | 11 | +1 |
| 4    | Campo Grande     | 7  | 8 | 2 | 3 | 3 | 5  | 9  | -4 |
| 5    | Joinville        | 6  | 8 | 2 | 2 | 4 | 7  | 12 | -5 |

#### Verdetti
- Ponte Preta, Grêmio e Atlético Paranaense qualificati al secondo turno.
- Campo Grande accede ai ripescaggi.
- Joinville accede al terzo turno della Taça de Prata.

### Gruppo C

#### Risultati
| 1ª giornata        | 1ª giornata       | 1ª giornata       | 1ª giornata | 1ª giornata |
| 22 e 23 gen. 1983  | 22 e 23 gen. 1983 | 22 e 23 gen. 1983 | 6 mar. 1983 | 6 mar. 1983 |
| ------------------ | ----------------- | ----------------- | ----------- | ----------- |
| 1-1                | Galícia           | -                 | Sergipe     | 0-2         |
| 0-0                | Sport             | -                 | San Paolo   | 1-3         |
| Riposa: América-RN |                   |                   |             |             |

| 2ª giornata   | 2ª giornata  | 2ª giornata      | 2ª giornata      | 2ª giornata      |
| 26 gen. 1983  | 26 gen. 1983 | 9 e 10 feb. 1983 | 9 e 10 feb. 1983 | 9 e 10 feb. 1983 |
| ------------- | ------------ | ---------------- | ---------------- | ---------------- |
| 1-0           | Sergipe      | -                | América-RN       | 1-3              |
| 0-0           | Galícia      | -                | San Paolo        | 0-1              |
| Riposa: Sport |              |                  |                  |                  |

| 3ª giornata     | 3ª giornata  | 3ª giornata | 3ª giornata  | 3ª giornata  |
| 29 gen. 1983    | 29 gen. 1983 |             | 19 feb. 1983 | 19 feb. 1983 |
| --------------- | ------------ | ----------- | ------------ | ------------ |
| 4-0             | San Paolo    | -           | América-RN   | 2-0          |
| 2-0             | Sport        | -           | Galícia      | 1-1          |
| Riposa: Sergipe |              |             |              |              |

| 4ª giornata       | 4ª giornata | 4ª giornata  | 4ª giornata  | 4ª giornata  |
| 2 feb. 1983       | 2 feb. 1983 | 23 feb. 1983 | 23 feb. 1983 | 23 feb. 1983 |
| ----------------- | ----------- | ------------ | ------------ | ------------ |
| 1-0               | América-RN  | -            | Galícia      | 1-0          |
| 3-1               | Sergipe     | -            | Sport        | 1-4          |
| Riposa: San Paolo |             |              |              |              |

| 5ª giornata     | 5ª giornata | 5ª giornata       | 5ª giornata       | 5ª giornata       |
| 5 feb. 1983     | 5 feb. 1983 | 26 e 27 feb. 1983 | 26 e 27 feb. 1983 | 26 e 27 feb. 1983 |
| --------------- | ----------- | ----------------- | ----------------- | ----------------- |
| 0-0             | Sergipe     | -                 | San Paolo         | 0-3               |
| 1-1             | Sport       | -                 | América-RN        | 0-1               |
| Riposa: Galícia |             |                   |                   |                   |

#### Classifica
| Pos. | Squadra      | Pt | G | V | N | P | GF | GS | DR  |
| ---- | ------------ | -- | - | - | - | - | -- | -- | --- |
| 1    | San Paolo    | 13 | 8 | 5 | 3 | 0 | 13 | 1  | +12 |
| 2    | América-RN   | 9  | 8 | 4 | 1 | 3 | 7  | 9  | -2  |
| 3    | Sergipe      | 8  | 8 | 3 | 2 | 3 | 9  | 12 | -3  |
| 4    | Sport Recife | 7  | 8 | 2 | 3 | 3 | 10 | 10 | 0   |
| 5    | Galícia      | 3  | 8 | 0 | 3 | 5 | 2  | 9  | -7  |

#### Verdetti
- San Paolo, América de Natal e Sergipe qualificati al secondo turno.
- Sport accede ai ripescaggi.
- Galícia accede al terzo turno della Taça de Prata.

### Gruppo D

#### Risultati
| 1ª giornata       | 1ª giornata  | 1ª giornata | 1ª giornata | 1ª giornata |
| 23 gen. 1983      | 23 gen. 1983 |             | 6 mar. 1983 | 6 mar. 1983 |
| ----------------- | ------------ | ----------- | ----------- | ----------- |
| 2-1               | Corinthians  | -           | Fluminense  | 0-1         |
| 4-0               | CSA          | -           | Tiradentes  | 1-2         |
| Riposa: Fortaleza |              |             |             |             |

| 2ª giornata        | 2ª giornata       | 2ª giornata       | 2ª giornata | 2ª giornata  |              |
| 26 e 27 gen. 1983  | 26 e 27 gen. 1983 | 26 e 27 gen. 1983 |             | 23 feb. 1983 | 23 feb. 1983 |
| ------------------ | ----------------- | ----------------- | ----------- | ------------ | ------------ |
| 1-2                | Fluminense        | -                 | CSA         | 2-1          |              |
| 1-3                | Fortaleza         | -                 | Corinthians | 1-3          |              |
| Riposa: Tiradentes |                   |                   |             |              |              |

| 3ª giornata  | 3ª giornata  | 3ª giornata | 3ª giornata | 3ª giornata |
| 29 gen. 1983 | 29 gen. 1983 |             | 9 feb. 1983 | 9 feb. 1983 |
| ------------ | ------------ | ----------- | ----------- | ----------- |
| 0-0          | Fortaleza    | -           | Fluminense  | 1-5         |
| 2-1          | Tiradentes   | -           | Corinthians | 1-10        |
| Riposa: CSA  |              |             |             |             |

| 4ª giornata         | 4ª giornata | 4ª giornata | 4ª giornata  | 4ª giornata  |
| 2 feb. 1983         | 2 feb. 1983 |             | 19 feb. 1983 | 19 feb. 1983 |
| ------------------- | ----------- | ----------- | ------------ | ------------ |
| 0-0                 | CSA         | -           | Fortaleza    | 1-1          |
| 1-0                 | Tiradentes  | -           | Fluminense   | 0-3          |
| Riposa: Corinthians |             |             |              |              |

| 5ª giornata        | 5ª giornata | 5ª giornata | 5ª giornata  | 5ª giornata  |
| 5 feb. 1983        | 5 feb. 1983 |             | 27 feb. 1983 | 27 feb. 1983 |
| ------------------ | ----------- | ----------- | ------------ | ------------ |
| 4-2                | Corinthians | -           | CSA          | 2-1          |
| 1-1                | Fortaleza   | -           | Tiradentes   | 1-4          |
| Riposa: Fluminense |             |             |              |              |

#### Classifica
| Pos. | Squadra     | Pt | G | V | N | P | GF | GS | DR  |
| ---- | ----------- | -- | - | - | - | - | -- | -- | --- |
| 1    | Corinthians | 12 | 8 | 6 | 0 | 2 | 25 | 10 | +15 |
| 2    | Fluminense  | 9  | 8 | 4 | 1 | 3 | 13 | 7  | +6  |
| 3    | Tiradentes  | 9  | 8 | 4 | 1 | 3 | 11 | 21 | -10 |
| 4    | CSA         | 6  | 8 | 2 | 2 | 4 | 12 | 12 | 0   |
| 5    | Fortaleza   | 4  | 8 | 0 | 4 | 4 | 6  | 17 | -11 |

#### Verdetti
- Corinthians, Fluminense e Tiradentes qualificati al secondo turno.
- CSA accede ai ripescaggi.
- Fortaleza accede al terzo turno della Taça de Prata.

### Gruppo E

#### Risultati
| 1ª giornata          | 1ª giornata  | 1ª giornata       | 1ª giornata       | 1ª giornata       |
| 23 gen. 1983         | 23 gen. 1983 | 26 e 27 feb. 1983 | 26 e 27 feb. 1983 | 26 e 27 feb. 1983 |
| -------------------- | ------------ | ----------------- | ----------------- | ----------------- |
| 0-0                  | Bahia        | -                 | Palmeiras         | 0-4               |
| 1-2                  | Mixto        | -                 | Goiás             | 1-3               |
| Riposa: Comercial-MS |              |                   |                   |                   |

| 2ª giornata            | 2ª giornata            | 2ª giornata | 2ª giornata     | 2ª giornata     |
| 27 gen. e 13 feb. 1983 | 27 gen. e 13 feb. 1983 |             | 5 e 6 mar. 1983 | 5 e 6 mar. 1983 |
| ---------------------- | ---------------------- | ----------- | --------------- | --------------- |
| 1-1                    | Comercial-MS           | -           | Palmeiras       | 1-2             |
| 1-1                    | Goiás                  | -           | Bahia           | 0-3             |
| Riposa: Mixto          |                        |             |                 |                 |

| 3ª giornata       | 3ª giornata  | 3ª giornata | 3ª giornata | 3ª giornata |
| 29 gen. 1983      | 29 gen. 1983 |             | 9 feb. 1983 | 9 feb. 1983 |
| ----------------- | ------------ | ----------- | ----------- | ----------- |
| 2-1               | Comercial-MS | -           | Goiás       | 1-0         |
| 2-0               | Mixto        | -           | Bahia       | 1-2         |
| Riposa: Palmeiras |              |             |             |             |

| 4ª giornata   | 4ª giornata  | 4ª giornata | 4ª giornata  | 4ª giornata  |
| 2 feb. 1983   | 2 feb. 1983  |             | 19 feb. 1983 | 19 feb. 1983 |
| ------------- | ------------ | ----------- | ------------ | ------------ |
| 1-0           | Palmeiras    | -           | Goiás        | 2-0          |
| 2-1           | Comercial-MS | -           | Mixto        | 1-1          |
| Riposa: Bahia |              |             |              |              |

| 5ª giornata   | 5ª giornata | 5ª giornata | 5ª giornata  | 5ª giornata  |
| 5 feb. 1983   | 5 feb. 1983 |             | 23 feb. 1983 | 23 feb. 1983 |
| ------------- | ----------- | ----------- | ------------ | ------------ |
| 1-0           | Bahia       | -           | Comercial-MS | 0-1          |
| 4-0           | Palmeiras   | -           | Mixto        | 3-0          |
| Riposa: Goiás |             |             |              |              |

#### Classifica
| Pos. | Squadra      | Pt | G | V | N | P | GF | GS | DR  |
| ---- | ------------ | -- | - | - | - | - | -- | -- | --- |
| 1    | Palmeiras    | 14 | 8 | 6 | 2 | 0 | 17 | 2  | +15 |
| 2    | Comercial-MS | 10 | 8 | 4 | 2 | 2 | 9  | 7  | +2  |
| 3    | Bahia        | 8  | 8 | 3 | 2 | 3 | 7  | 9  | -2  |
| 4    | Goiás        | 5  | 8 | 2 | 1 | 5 | 7  | 12 | -5  |
| 5    | Mixto        | 3  | 8 | 1 | 1 | 6 | 7  | 17 | -10 |

#### Verdetti
- Palmeiras, Comercial-MS e Bahia qualificati al secondo turno.
- Goiás accede ai ripescaggi.
- Mixto accede al terzo turno della Taça de Prata.

### Gruppo F

#### Risultati
| 1ª giornata           | 1ª giornata  | 1ª giornata       | 1ª giornata       | 1ª giornata       |
| 23 gen. 1983          | 23 gen. 1983 | 26 e 27 feb. 1983 | 26 e 27 feb. 1983 | 26 e 27 feb. 1983 |
| --------------------- | ------------ | ----------------- | ----------------- | ----------------- |
| 0-0                   | Juventus-SP  | -                 | Vila Nova         | 0-1               |
| 1-2                   | Atlético-MG  | -                 | América-RJ        | 1-1               |
| Riposa: Rio Branco-ES |              |                   |                   |                   |

| 2ª giornata       | 2ª giornata   | 2ª giornata | 2ª giornata | 2ª giornata |
| 26 gen. 1983      | 26 gen. 1983  |             | 6 mar. 1983 | 6 mar. 1983 |
| ----------------- | ------------- | ----------- | ----------- | ----------- |
| 0-0               | Juventus-SP   | -           | Atlético-MG | 0-1         |
| 0-2               | Rio Branco-ES | -           | América-RJ  | 0-4         |
| Riposa: Vila Nova |               |             |             |             |

| 3ª giornata        | 3ª giornata   | 3ª giornata | 3ª giornata | 3ª giornata |
| 29 gen. 1983       | 29 gen. 1983  |             | 9 feb. 1983 | 9 feb. 1983 |
| ------------------ | ------------- | ----------- | ----------- | ----------- |
| 1-1                | Rio Branco-ES | -           | Juventus-SP | 2-3         |
| 1-2                | Vila Nova     | -           | Atlético-MG | 1-1         |
| Riposa: América-RJ |               |             |             |             |

| 4ª giornata         | 4ª giornata   | 4ª giornata | 4ª giornata  | 4ª giornata  |
| 2 feb. 1983         | 2 feb. 1983   |             | 19 feb. 1983 | 19 feb. 1983 |
| ------------------- | ------------- | ----------- | ------------ | ------------ |
| 2-0                 | América-RJ    | -           | Juventus-SP  | 3-1          |
| 1-0                 | Rio Branco-ES | -           | Vila Nova    | 0-2          |
| Riposa: Atlético-MG |               |             |              |              |

| 5ª giornata         | 5ª giornata | 5ª giornata | 5ª giornata   | 5ª giornata  |
| 5 feb. 1983         | 5 feb. 1983 |             | 23 feb. 1983  | 23 feb. 1983 |
| ------------------- | ----------- | ----------- | ------------- | ------------ |
| 3-1                 | América-RJ  | -           | Vila Nova     | 0-3          |
| 2-0                 | Atlético-MG | -           | Rio Branco-ES | 2-0          |
| Riposa: Juventus-SP |             |             |               |              |

#### Classifica
| Pos. | Squadra          | Pt | G | V | N | P | GF | GS | DR  |
| ---- | ---------------- | -- | - | - | - | - | -- | -- | --- |
| 1    | America-RJ       | 14 | 8 | 6 | 1 | 1 | 17 | 7  | +10 |
| 2    | Atlético Mineiro | 10 | 8 | 5 | 2 | 1 | 13 | 5  | +8  |
| 3    | Vila Nova        | 8  | 8 | 3 | 1 | 4 | 9  | 10 | -1  |
| 4    | Juventus-SP      | 5  | 8 | 1 | 3 | 4 | 5  | 10 | -5  |
| 5    | Rio Branco-ES    | 3  | 8 | 1 | 1 | 6 | 4  | 16 | -12 |

#### Verdetti
- América-RJ, Atlético Mineiro e Vila Nova qualificati al secondo turno.
- Juventus-SP accede ai ripescaggi.
- Rio Branco-ES accede al terzo turno della Taça de Prata.

### Gruppo G

#### Risultati
| 1ª giornata         | 1ª giornata   | 1ª giornata       | 1ª giornata       | 1ª giornata       |
| 23 gen. 1983        | 23 gen. 1983  | 26 e 27 feb. 1983 | 26 e 27 feb. 1983 | 26 e 27 feb. 1983 |
| ------------------- | ------------- | ----------------- | ----------------- | ----------------- |
| 3-2                 | Brasília      | -                 | Botafogo          | 0-3               |
| 2-0                 | Internacional | -                 | Colorado          | 0-2               |
| Riposa: Ferroviária |               |                   |                   |                   |

| 2ª giornata           | 2ª giornata       | 2ª giornata       | 2ª giornata  | 2ª giornata  |
| 26 e 27 gen. 1983     | 26 e 27 gen. 1983 | 26 e 27 gen. 1983 | 23 feb. 1983 | 23 feb. 1983 |
| --------------------- | ----------------- | ----------------- | ------------ | ------------ |
| 2-0                   | Colorado          | -                 | Brasília     | 0-0          |
| 0-1                   | Botafogo          | -                 | Ferroviária  | 1-2          |
| Riposa: Internacional |                   |                   |              |              |

| 3ª giornata      | 3ª giornata   | 3ª giornata | 3ª giornata | 3ª giornata |
| 29 gen. 1983     | 29 gen. 1983  |             | 9 feb. 1983 | 9 feb. 1983 |
| ---------------- | ------------- | ----------- | ----------- | ----------- |
| 2-0              | Ferroviária   | -           | Colorado    | 0-2         |
| 2-0              | Internacional | -           | Brasília    | 2-1         |
| Riposa: Botafogo |               |             |             |             |

| 4ª giornata      | 4ª giornata | 4ª giornata | 4ª giornata   | 4ª giornata  |
| 2 feb. 1983      | 2 feb. 1983 |             | 19 feb. 1983  | 19 feb. 1983 |
| ---------------- | ----------- | ----------- | ------------- | ------------ |
| 0-0              | Botafogo    | -           | Colorado      | 0-3          |
| 2-0              | Ferroviária | -           | Internacional | 0-0          |
| Riposa: Brasília |             |             |               |              |

| 5ª giornata      | 5ª giornata | 5ª giornata | 5ª giornata   | 5ª giornata |
| 5 feb. 1983      | 5 feb. 1983 |             | 6 mar. 1983   | 6 mar. 1983 |
| ---------------- | ----------- | ----------- | ------------- | ----------- |
| 1-0              | Botafogo    | -           | Internacional | 0-0         |
| 0-0              | Brasília    | -           | Ferroviária   | 1-3         |
| Riposa: Colorado |             |             |               |             |

#### Classifica
| Pos. | Squadra       | Pt | G | V | N | P | GF | GS | DR |
| ---- | ------------- | -- | - | - | - | - | -- | -- | -- |
| 1    | Ferroviária   | 12 | 8 | 5 | 2 | 1 | 10 | 4  | +6 |
| 2    | Colorado      | 10 | 8 | 4 | 2 | 2 | 9  | 4  | +5 |
| 3    | Internacional | 8  | 8 | 3 | 2 | 3 | 6  | 6  | 0  |
| 4    | Botafogo      | 6  | 8 | 2 | 2 | 4 | 7  | 9  | -2 |
| 5    | Brasília      | 4  | 8 | 1 | 2 | 5 | 5  | 14 | -9 |

#### Verdetti
- Ferroviária, Colorado e Internacional qualificati al secondo turno.
- Botafogo accede ai ripescaggi.
- Brasília accede al terzo turno della Taça de Prata.

### Gruppo H

#### Risultati
| 1ª giornata       | 1ª giornata       | 1ª giornata       | 1ª giornata   | 1ª giornata  |              |
| 22 e 23 gen. 1983 | 22 e 23 gen. 1983 | 22 e 23 gen. 1983 | 27 feb. 1983  | 27 feb. 1983 | 27 feb. 1983 |
| ----------------- | ----------------- | ----------------- | ------------- | ------------ | ------------ |
| 3-1               | Cruzeiro          | -                 | Náutico       | 0-4          |              |
| 2-0               | Ferroviário       | -                 | Vasco da Gama | 0-3          |              |
| Riposa: Treze     |                   |                   |               |              |              |

| 2ª giornata      | 2ª giornata  | 2ª giornata | 2ª giornata   | 2ª giornata |
| 26 gen. 1983     | 26 gen. 1983 |             | 6 mar. 1983   | 6 mar. 1983 |
| ---------------- | ------------ | ----------- | ------------- | ----------- |
| 3-0              | Náutico      | -           | Ferroviário   | 2-1         |
| 0-2              | Treze        | -           | Vasco da Gama | 2-5         |
| Riposa: Cruzeiro |              |             |               |             |

| 3ª giornata           | 3ª giornata  | 3ª giornata | 3ª giornata | 3ª giornata |
| 29 gen. 1983          | 29 gen. 1983 |             | 9 feb. 1983 | 9 feb. 1983 |
| --------------------- | ------------ | ----------- | ----------- | ----------- |
| 1-1                   | Cruzeiro     | -           | Ferroviário | 3-0         |
| 1-4                   | Treze        | -           | Náutico     | 0-4         |
| Riposa: Vasco da Gama |              |             |             |             |

| 4ª giornata         | 4ª giornata   | 4ª giornata | 4ª giornata  | 4ª giornata  |
| 2 feb. 1983         | 2 feb. 1983   |             | 19 feb. 1983 | 19 feb. 1983 |
| ------------------- | ------------- | ----------- | ------------ | ------------ |
| 0-4                 | Treze         | -           | Cruzeiro     | 1-3          |
| 1-1                 | Vasco da Gama | -           | Náutico      | 1-1          |
| Riposa: Ferroviário |               |             |              |              |

| 5ª giornata     | 5ª giornata   | 5ª giornata | 5ª giornata  | 5ª giornata  |
| 5 feb. 1983     | 5 feb. 1983   |             | 23 feb. 1983 | 23 feb. 1983 |
| --------------- | ------------- | ----------- | ------------ | ------------ |
| 2-1             | Ferroviário   | -           | Treze        | 1-2          |
| 0-0             | Vasco da Gama | -           | Cruzeiro     | 0-0          |
| Riposa: Náutico |               |             |              |              |

#### Classifica
| Pos. | Squadra        | Pt | G | V | N | P | GF | GS | DR  |
| ---- | -------------- | -- | - | - | - | - | -- | -- | --- |
| 1    | Náutico        | 12 | 8 | 5 | 2 | 1 | 20 | 7  | +13 |
| 2    | Vasco da Gama  | 12 | 8 | 4 | 4 | 0 | 14 | 4  | +10 |
| 3    | Cruzeiro       | 11 | 8 | 4 | 3 | 1 | 14 | 7  | +7  |
| 4    | Ferroviário-CE | 3  | 8 | 1 | 1 | 6 | 5  | 17 | -12 |
| 5    | Treze          | 2  | 8 | 1 | 0 | 7 | 7  | 25 | -18 |

#### Verdetti
- Náutico, Vasco da Gama e Cruzeiro qualificati al secondo turno.
- Ferroviário accede ai ripescaggi.
- Treze accede al terzo turno della Taça de Prata.

## Ripescaggi
| \| 9 mar. 1983 \| 9 mar. 1983 \| 9 mar. 1983 \| 9 mar. 1983 \| \| ----------- \| ----------- \| ------------ \| ------------- \| \| Paysandu \| - \| Campo Grande \| 1-3 \| \| Sport \| - \| CSA \| 2-1 \| \| Goiás \| - \| Juventus-SP \| 2-2 (3-2 dts) \| \| Botafogo \| - \| Ferroviário \| 3-1 \| |   |              |               |
| 9 mar. 1983 |   |              |               |
| Paysandu | - | Campo Grande | 1-3           |
| Sport | - | CSA          | 2-1           |
| Goiás | - | Juventus-SP  | 2-2 (3-2 dts) |
| Botafogo | - | Ferroviário  | 3-1           |

### Verdetti
- Campo Grande, Sport, Goiás e Botafogo qualificati al secondo turno.
- Paysandu, CSA, Juventus-SP e Ferroviário accedono al terzo turno della Taça de Prata.

## Secondo turno

### Gruppo I

#### Risultati
| 1ª giornata  | 1ª giornata  | 1ª giornata | 1ª giornata  | 1ª giornata |
| 13 mar. 1983 | 13 mar. 1983 |             | 3 apr. 1983  | 3 apr. 1983 |
| ------------ | ------------ | ----------- | ------------ | ----------- |
| 1-0          | Guarani      | -           | Cruzeiro     | 1-1         |
| 4-1          | Santos       | -           | Comercial-MS | 2-2         |

| 2ª giornata  | 2ª giornata  | 2ª giornata | 2ª giornata  | 2ª giornata  |
| 16 mar. 1983 | 16 mar. 1983 |             | 26 mar. 1983 | 26 mar. 1983 |
| ------------ | ------------ | ----------- | ------------ | ------------ |
| 2-0          | Cruzeiro     | -           | Comercial-MS | 3-2          |
| 1-1          | Santos       | -           | Guarani      | 2-2          |

| 3ª giornata  | 3ª giornata  | 3ª giornata | 3ª giornata  | 3ª giornata  |
| 19 mar. 1983 | 19 mar. 1983 |             | 30 mar. 1983 | 30 mar. 1983 |
| ------------ | ------------ | ----------- | ------------ | ------------ |
| 1-1          | Cruzeiro     | -           | Santos       | 0-5          |
| 1-3          | Comercial-MS | -           | Guarani      | 1-1          |

#### Classifica
| Pos. | Squadra      | Pt | G | V | N | P | GF | GS | DR |
| ---- | ------------ | -- | - | - | - | - | -- | -- | -- |
| 1    | Santos       | 8  | 6 | 2 | 4 | 0 | 15 | 7  | +8 |
| 2    | Guarani      | 8  | 6 | 2 | 4 | 0 | 9  | 6  | +3 |
| 3    | Cruzeiro     | 6  | 6 | 2 | 2 | 2 | 7  | 10 | -3 |
| 4    | Comercial-MS | 2  | 6 | 0 | 2 | 4 | 7  | 15 | -8 |

#### Verdetti
- Santos e Guarani qualificati al terzo turno.

### Gruppo J

#### Risultati
| 1ª giornata  | 1ª giornata  | 1ª giornata | 1ª giornata   | 1ª giornata |
| 13 mar. 1983 | 13 mar. 1983 |             | 3 apr. 1983   | 3 apr. 1983 |
| ------------ | ------------ | ----------- | ------------- | ----------- |
| 2-1          | Atlético-MG  | -           | Internacional | 1-2         |
| 2-0          | Sport        | -           | Ponte Preta   | 1-2         |

| 2ª giornata  | 2ª giornata  | 2ª giornata | 2ª giornata   | 2ª giornata  |
| 17 mar. 1983 | 17 mar. 1983 |             | 26 mar. 1983  | 26 mar. 1983 |
| ------------ | ------------ | ----------- | ------------- | ------------ |
| 2-2          | Ponte Preta  | -           | Internacional | 0-1          |
| 1-1          | Sport        | -           | Atlético-MG   | 1-2          |

| 3ª giornata  | 3ª giornata   | 3ª giornata | 3ª giornata  | 3ª giornata  |
| 19 mar. 1983 | 19 mar. 1983  |             | 30 mar. 1983 | 30 mar. 1983 |
| ------------ | ------------- | ----------- | ------------ | ------------ |
| 0-1          | Internacional | -           | Sport        | 1-1          |
| 2-2          | Ponte Preta   | -           | Atlético-MG  | 0-3          |

#### Classifica
| Pos. | Squadra          | Pt | G | V | N | P | GF | GS | DR |
| ---- | ---------------- | -- | - | - | - | - | -- | -- | -- |
| 1    | Atlético Mineiro | 8  | 6 | 3 | 2 | 1 | 11 | 7  | +4 |
| 2    | Sport Recife     | 6  | 6 | 2 | 2 | 2 | 7  | 6  | +1 |
| 3    | Internacional    | 6  | 6 | 2 | 2 | 2 | 7  | 7  | 0  |
| 4    | Ponte Preta      | 4  | 6 | 1 | 2 | 3 | 6  | 11 | -5 |

#### Verdetti
- Atlético Mineiro e Sport qualificati al terzo turno.

### Gruppo K

#### Risultati
| 1ª giornata  | 1ª giornata  | 1ª giornata | 1ª giornata | 1ª giornata |
| 13 mar. 1983 | 13 mar. 1983 |             | 2 apr. 1983 | 2 apr. 1983 |
| ------------ | ------------ | ----------- | ----------- | ----------- |
| 1-0          | Colorado     | -           | Vila Nova   | 1-4         |
| 1-4          | Uberaba      | -           | San Paolo   | 1-5         |

| 2ª giornata  | 2ª giornata  | 2ª giornata | 2ª giornata  | 2ª giornata  |
| 16 mar. 1983 | 16 mar. 1983 |             | 26 mar. 1983 | 26 mar. 1983 |
| ------------ | ------------ | ----------- | ------------ | ------------ |
| 4-0          | San Paolo    | -           | Vila Nova    | 2-0          |
| 2-3          | Uberaba      | -           | Colorado     | 0-1          |

| 3ª giornata  | 3ª giornata  | 3ª giornata | 3ª giornata  | 3ª giornata  |
| 19 mar. 1983 | 19 mar. 1983 |             | 30 mar. 1983 | 30 mar. 1983 |
| ------------ | ------------ | ----------- | ------------ | ------------ |
| 4-0          | San Paolo    | -           | Colorado     | 2-2          |
| 1-1          | Vila Nova    | -           | Uberaba      | 0-4          |

#### Classifica
| Pos. | Squadra   | Pt | G | V | N | P | GF | GS | DR  |
| ---- | --------- | -- | - | - | - | - | -- | -- | --- |
| 1    | San Paolo | 11 | 6 | 5 | 1 | 0 | 21 | 4  | +17 |
| 2    | Colorado  | 7  | 6 | 3 | 1 | 2 | 8  | 12 | -4  |
| 3    | Uberaba   | 3  | 6 | 1 | 1 | 4 | 9  | 14 | -5  |
| 4    | Vila Nova | 3  | 6 | 1 | 1 | 4 | 5  | 13 | -8  |

#### Verdetti
- San Paolo e Colorado qualificati al terzo turno.

### Gruppo L

#### Risultati
| 1ª giornata  | 1ª giornata  | 1ª giornata       | 1ª giornata       | 1ª giornata       |
| 13 mar. 1983 | 13 mar. 1983 | 30 e 31 mar. 1983 | 30 e 31 mar. 1983 | 30 e 31 mar. 1983 |
| ------------ | ------------ | ----------------- | ----------------- | ----------------- |
| 0-0          | Campo Grande | -                 | Bahia             | 0-2               |
| 1-1          | Corinthians  | -                 | Vasco da Gama     | 0-0               |

| 2ª giornata  | 2ª giornata   | 2ª giornata | 2ª giornata  | 2ª giornata  |
| 16 mar. 1983 | 16 mar. 1983  |             | 26 mar. 1983 | 26 mar. 1983 |
| ------------ | ------------- | ----------- | ------------ | ------------ |
| 0-0          | Bahia         | -           | Corinthians  | 0-2          |
| 3-1          | Vasco da Gama | -           | Campo Grande | 1-2          |

| 3ª giornata      | 3ª giornata      | 3ª giornata      | 3ª giornata   | 3ª giornata |
| 19 e 22 mar.1983 | 19 e 22 mar.1983 | 19 e 22 mar.1983 | 3 apr. 1983   | 3 apr. 1983 |
| ---------------- | ---------------- | ---------------- | ------------- | ----------- |
| 0-0              | Bahia            | -                | Vasco da Gama | 1-1         |
| 1-1              | Campo Grande     | -                | Corinthians   | 1-3         |

#### Classifica
| Pos. | Squadra       | Pt | G | V | N | P | GF | GS | DR |
| ---- | ------------- | -- | - | - | - | - | -- | -- | -- |
| 1    | Corinthians   | 8  | 6 | 2 | 4 | 0 | 7  | 3  | +4 |
| 2    | Vasco da Gama | 6  | 6 | 1 | 6 | 4 | 6  | 5  | +1 |
| 3    | Bahia         | 6  | 6 | 1 | 4 | 1 | 3  | 3  | 0  |
| 4    | Campo Grande  | 4  | 6 | 1 | 2 | 3 | 5  | 10 | -5 |

#### Verdetti
- Corinthians e Vasco da Gama qualificati al terzo turno.

### Gruppo M

#### Risultati
| 1ª giornata  | 1ª giornata  | 1ª giornata           | 1ª giornata           | 1ª giornata           |
| 13 mar. 1983 | 13 mar. 1983 | 23 mar. e 2 apr. 1983 | 23 mar. e 2 apr. 1983 | 23 mar. e 2 apr. 1983 |
| ------------ | ------------ | --------------------- | --------------------- | --------------------- |
| 1-3          | Tiradentes   | -                     | Flamengo              | 0-2                   |
| 2-2          | Americano    | -                     | Palmeiras             | 0-0                   |

| 2ª giornata       | 2ª giornata       | 2ª giornata       | 2ª giornata  | 2ª giornata  |
| 16 e 17 mar. 1983 | 16 e 17 mar. 1983 | 16 e 17 mar. 1983 | 26 mar. 1983 | 26 mar. 1983 |
| ----------------- | ----------------- | ----------------- | ------------ | ------------ |
| 0-0               | Tiradentes        | -                 | Americano    | 0-1          |
| 3-1               | Palmeiras         | -                 | Flamengo     | 1-1          |

| 3ª giornata       | 3ª giornata       | 3ª giornata       | 3ª giornata  | 3ª giornata  |
| 19 e 21 mar. 1983 | 19 e 21 mar. 1983 | 19 e 21 mar. 1983 | 30 mar. 1983 | 30 mar. 1983 |
| ----------------- | ----------------- | ----------------- | ------------ | ------------ |
| 5-1               | Palmeiras         | -                 | Tiradentes   | 6-0          |
| 3-0               | Flamengo          | -                 | Americano    | 2-2          |

#### Classifica
| Pos. | Squadra    | Pt | G | V | N | P | GF | GS | DR  |
| ---- | ---------- | -- | - | - | - | - | -- | -- | --- |
| 1    | Palmeiras  | 9  | 6 | 3 | 3 | 0 | 17 | 5  | +12 |
| 2    | Flamengo   | 8  | 6 | 3 | 2 | 1 | 12 | 7  | +5  |
| 3    | Americano  | 6  | 6 | 1 | 4 | 1 | 5  | 7  | -2  |
| 4    | Tiradentes | 1  | 6 | 0 | 1 | 5 | 2  | 17 | -15 |

#### Verdetti
- Palmeiras e Flamengo qualificati al terzo turno.

### Gruppo N

#### Risultati
| 1ª giornata  | 1ª giornata  | 1ª giornata | 1ª giornata | 1ª giornata |
| 13 mar. 1983 | 13 mar. 1983 |             | 3 apr. 1983 | 3 apr. 1983 |
| ------------ | ------------ | ----------- | ----------- | ----------- |
| 4-2          | América-RJ   | -           | Grêmio      | 1-1         |
| 3-1          | Botafogo     | -           | Sergipe     | 6-2         |

| 2ª giornata  | 2ª giornata  | 2ª giornata | 2ª giornata  | 2ª giornata  |
| 16 mar. 1983 | 16 mar. 1983 |             | 30 mar. 1983 | 30 mar. 1983 |
| ------------ | ------------ | ----------- | ------------ | ------------ |
| 1-1          | Grêmio       | -           | Botafogo     | 1-1          |
| 3-1          | Sergipe      | -           | América-RJ   | 3-4          |

| 3ª giornata       | 3ª giornata       | 3ª giornata | 3ª giornata       | 3ª giornata       |
| 19 e 22 mar. 1983 | 19 e 22 mar. 1983 |             | 10 e 26 mar. 1983 | 10 e 26 mar. 1983 |
| ----------------- | ----------------- | ----------- | ----------------- | ----------------- |
| 5-0               | Grêmio            | -           | Sergipe           | 3-0               |
| 0-0               | América-RJ        | -           | Botafogo          | 2-1               |

#### Classifica
| Pos. | Squadra    | Pt | G | V | N | P | GF | GS | DR  |
| ---- | ---------- | -- | - | - | - | - | -- | -- | --- |
| 1    | America-RJ | 8  | 6 | 3 | 2 | 1 | 12 | 10 | +2  |
| 2    | Grêmio     | 7  | 6 | 2 | 3 | 1 | 13 | 7  | +6  |
| 3    | Botafogo   | 7  | 6 | 2 | 3 | 1 | 12 | 7  | +5  |
| 4    | Sergipe    | 2  | 6 | 1 | 0 | 5 | 9  | 22 | -13 |

#### Verdetti
- América-RJ e Grêmio qualificati al terzo turno.

### Gruppo O

#### Risultati
| 1ª giornata  | 1ª giornata  | 1ª giornata | 1ª giornata | 1ª giornata |
| 13 mar. 1983 | 13 mar. 1983 |             | 3 apr. 1983 | 3 apr. 1983 |
| ------------ | ------------ | ----------- | ----------- | ----------- |
| 1-3          | América-RN   | -           | Ferroviária | 1-5         |
| 2-0          | Botafogo-SP  | -           | Atlético-PR | 0-2         |

| 2ª giornata  | 2ª giornata  | 2ª giornata | 2ª giornata  | 2ª giornata  |
| 16 mar. 1983 | 16 mar. 1983 |             | 26 mar. 1983 | 26 mar. 1983 |
| ------------ | ------------ | ----------- | ------------ | ------------ |
| 1-1          | Atlético-PR  | -           | Ferroviária  | 0-0          |
| 1-0          | Botafogo-SP  | -           | América-RN   | 1-0          |

| 3ª giornata  | 3ª giornata  | 3ª giornata | 3ª giornata  | 3ª giornata  |
| 19 mar. 1983 | 19 mar. 1983 |             | 30 mar. 1983 | 30 mar. 1983 |
| ------------ | ------------ | ----------- | ------------ | ------------ |
| 3-2          | Atlético-PR  | -           | América-RN   | 2-0          |
| 1-0          | Ferroviária  | -           | Botafogo-SP  | 0-0          |

#### Classifica
| Pos. | Squadra          | Pt | G | V | N | P | GF | GS | DR  |
| ---- | ---------------- | -- | - | - | - | - | -- | -- | --- |
| 1    | Ferroviária      | 9  | 6 | 3 | 3 | 0 | 10 | 3  | +7  |
| 2    | Athl. Paranaense | 8  | 6 | 3 | 2 | 1 | 8  | 5  | +3  |
| 3    | Botafogo-SP      | 7  | 6 | 3 | 1 | 2 | 4  | 2  | +1  |
| 4    | América-RN       | 0  | 6 | 0 | 0 | 6 | 4  | 15 | -11 |

#### Verdetti
- Ferroviária e Atlético Paranaense qualificati al terzo turno.

### Gruppo P

#### Risultati
| 1ª giornata       | 1ª giornata       | 1ª giornata       | 1ª giornata | 1ª giornata |
| 12 e 13 mar. 1983 | 12 e 13 mar. 1983 | 12 e 13 mar. 1983 | 3 apr. 1983 | 3 apr. 1983 |
| ----------------- | ----------------- | ----------------- | ----------- | ----------- |
| 0-0               | Fluminense        | -                 | Goiás       | 1-1         |
| 1-1               | Rio Negro         | -                 | Náutico     | 1-5         |

| 2ª giornata  | 2ª giornata  | 2ª giornata | 2ª giornata  | 2ª giornata  |
| 16 mar. 1983 | 16 mar. 1983 |             | 26 mar. 1983 | 26 mar. 1983 |
| ------------ | ------------ | ----------- | ------------ | ------------ |
| 1-2          | Fluminense   | -           | Náutico      | 1-0          |
| 2-0          | Goiás        | -           | Rio Negro    | 2-0          |

| 3ª giornata  | 3ª giornata  | 3ª giornata | 3ª giornata  | 3ª giornata  |
| 19 mar. 1983 | 19 mar. 1983 |             | 30 mar. 1983 | 30 mar. 1983 |
| ------------ | ------------ | ----------- | ------------ | ------------ |
| 4-0          | Náutico      | -           | Goiás        | 0-1          |
| 1-0          | Rio Negro    | -           | Fluminense   | 1-3          |

#### Classifica
| Pos. | Squadra    | Pt | G | V | N | P | GF | GS | DR |
| ---- | ---------- | -- | - | - | - | - | -- | -- | -- |
| 1    | Goiás      | 8  | 6 | 3 | 2 | 1 | 5  | 5  | 0  |
| 2    | Náutico    | 7  | 6 | 3 | 1 | 2 | 12 | 5  | +7 |
| 3    | Fluminense | 6  | 6 | 2 | 2 | 2 | 6  | 5  | +1 |
| 4    | Rio Negro  | 3  | 6 | 1 | 1 | 4 | 4  | 12 | -8 |

#### Verdetti
- Goiás e Náutico qualificati al terzo turno.

## Terzo turno

### Gruppo Q

#### Risultati
| 1ª giornata  | 1ª giornata   | 1ª giornata | 1ª giornata  | 1ª giornata  |
| 10 apr. 1983 | 10 apr. 1983  |             | 30 apr. 1983 | 30 apr. 1983 |
| ------------ | ------------- | ----------- | ------------ | ------------ |
| 2-2          | Santos        | -           | Náutico      | 1-0          |
| 2-2          | Vasco da Gama | -           | Palmeiras    | 0-0          |

| 2ª giornata  | 2ª giornata  | 2ª giornata | 2ª giornata   | 2ª giornata  |
| 13 apr. 1983 | 13 apr. 1983 |             | 20 apr. 1983  | 20 apr. 1983 |
| ------------ | ------------ | ----------- | ------------- | ------------ |
| 0-1          | Náutico      | -           | Vasco da Gama | 2-2          |
| 0-1          | Palmeiras    | -           | Santos        | 2-2          |

| 3ª giornata  | 3ª giornata  | 3ª giornata | 3ª giornata   | 3ª giornata  |
| 17 apr. 1983 | 17 apr. 1983 |             | 23 apr. 1983  | 23 apr. 1983 |
| ------------ | ------------ | ----------- | ------------- | ------------ |
| 3-0          | Náutico      | -           | Palmeiras     | 0-6          |
| 1-0          | Santos       | -           | Vasco da Gama | 0-2          |

#### Classifica
| Pos. | Squadra       | Pt | G | V | N | P | GF | GS | DR |
| ---- | ------------- | -- | - | - | - | - | -- | -- | -- |
| 1    | Santos        | 8  | 6 | 3 | 2 | 1 | 7  | 6  | +1 |
| 2    | Vasco da Gama | 7  | 6 | 2 | 3 | 1 | 7  | 5  | +2 |
| 3    | Palmeiras     | 5  | 6 | 1 | 3 | 2 | 10 | 8  | +2 |
| 4    | Náutico       | 4  | 6 | 1 | 2 | 3 | 7  | 12 | -5 |

#### Verdetti
- Santos e Vasco da Gama qualificati ai quarti di finale.

### Gruppo R

#### Risultati
| 1ª giornata  | 1ª giornata  | 1ª giornata       | 1ª giornata       | 1ª giornata       |
| 10 apr. 1983 | 10 apr. 1983 | 23 e 26 apr. 1983 | 23 e 26 apr. 1983 | 23 e 26 apr. 1983 |
| ------------ | ------------ | ----------------- | ----------------- | ----------------- |
| 2-0          | Atlético-MG  | -                 | América-RJ        | 4-2               |
| 2-1          | Colorado     | -                 | Atlético-PR       | 1-2               |

| 2ª giornata  | 2ª giornata  | 2ª giornata | 2ª giornata  | 2ª giornata  |
| 13 apr. 1983 | 13 apr. 1983 |             | 20 apr. 1983 | 20 apr. 1983 |
| ------------ | ------------ | ----------- | ------------ | ------------ |
| 1-2          | América-RJ   | -           | Atlético-PR  | 1-1          |
| 0-2          | Colorado     | -           | Atlético-MG  | 0-1          |

| 3ª giornata       | 3ª giornata       | 3ª giornata       | 3ª giornata  | 3ª giornata  |
| 16 e 17 apr. 1983 | 16 e 17 apr. 1983 | 16 e 17 apr. 1983 | 30 apr. 1983 | 30 apr. 1983 |
| ----------------- | ----------------- | ----------------- | ------------ | ------------ |
| 4-2               | Colorado          | -                 | América-RJ   | 1-5          |
| 0-2               | Atlético-PR       | -                 | Atlético-MG  | 1-1          |

#### Classifica
| Pos. | Squadra          | Pt | G | V | N | P | GF | GS | DR |
| ---- | ---------------- | -- | - | - | - | - | -- | -- | -- |
| 1    | Atlético Mineiro | 11 | 6 | 5 | 1 | 0 | 12 | 3  | +9 |
| 2    | Athl. Paranaense | 6  | 6 | 2 | 2 | 2 | 7  | 8  | -1 |
| 3    | Colorado         | 4  | 6 | 2 | 0 | 4 | 8  | 13 | -5 |
| 4    | America-RJ       | 3  | 6 | 1 | 1 | 4 | 11 | 14 | -3 |

#### Verdetti
- Atlético Mineiro e Atlético Paranaense qualificati ai quarti di finale.

### Gruppo S

#### Risultati
| 1ª giornata | 1ª giornata | 1ª giornata | 1ª giornata  | 1ª giornata  |
| 9 apr. 1983 | 9 apr. 1983 |             | 30 apr. 1983 | 30 apr. 1983 |
| ----------- | ----------- | ----------- | ------------ | ------------ |
| 1-0         | Sport       | -           | San Paolo    | 0-2          |
| 2-2         | Ferroviária | -           | Grêmio       | 3-1          |

| 2ª giornata  | 2ª giornata  | 2ª giornata | 2ª giornata  | 2ª giornata  |
| 13 apr. 1983 | 13 apr. 1983 |             | 20 apr. 1983 | 20 apr. 1983 |
| ------------ | ------------ | ----------- | ------------ | ------------ |
| 3-1          | San Paolo    | -           | Ferroviária  | 4-0          |
| 2-2          | Sport        | -           | Grêmio       | 1-2          |

| 3ª giornata  | 3ª giornata  | 3ª giornata | 3ª giornata  | 3ª giornata  |
| 17 apr. 1983 | 17 apr. 1983 |             | 23 apr. 1983 | 23 apr. 1983 |
| ------------ | ------------ | ----------- | ------------ | ------------ |
| 0-1          | Ferroviária  | -           | Sport        | 1-4          |
| 5-1          | Grêmio       | -           | San Paolo    | 2-2          |

#### Classifica
| Pos. | Squadra      | Pt | G | V | N | P | GF | GS | DR |
| ---- | ------------ | -- | - | - | - | - | -- | -- | -- |
| 1    | San Paolo    | 7  | 6 | 3 | 1 | 2 | 12 | 9  | +3 |
| 2    | Sport Recife | 7  | 6 | 3 | 1 | 2 | 9  | 7  | +2 |
| 3    | Grêmio       | 7  | 6 | 2 | 3 | 1 | 14 | 11 | +3 |
| 4    | Ferroviária  | 3  | 6 | 1 | 1 | 4 | 7  | 15 | -8 |

#### Verdetti
- San Paolo e Sport qualificati ai quarti di finale.

### Gruppo T

#### Risultati
| 1ª giornata            | 1ª giornata            | 1ª giornata            | 1ª giornata  | 1ª giornata  |
| 10 apr. e 11 apr. 1983 | 10 apr. e 11 apr. 1983 | 10 apr. e 11 apr. 1983 | 20 apr. 1983 | 20 apr. 1983 |
| ---------------------- | ---------------------- | ---------------------- | ------------ | ------------ |
| 1-1                    | Guarani                | -                      | Corinthians  | 0-2          |
| 2-0                    | Flamengo               | -                      | Goiás        | 1-1          |

| 2ª giornata  | 2ª giornata  | 2ª giornata            | 2ª giornata            | 2ª giornata            |
| 13 apr. 1983 | 13 apr. 1983 | 23 apr. e 25 apr. 1983 | 23 apr. e 25 apr. 1983 | 23 apr. e 25 apr. 1983 |
| ------------ | ------------ | ---------------------- | ---------------------- | ---------------------- |
| 1-1          | Corinthians  | -                      | Goiás                  | 1-2                    |
| 0-0          | Guarani      | -                      | Flamengo               | 0-2                    |

| 3ª giornata  | 3ª giornata  | 3ª giornata | 3ª giornata  | 3ª giornata  |
| 17 apr. 1983 | 17 apr. 1983 |             | 30 apr. 1983 | 30 apr. 1983 |
| ------------ | ------------ | ----------- | ------------ | ------------ |
| 5-1          | Flamengo     | -           | Corinthians  | 1-4          |
| 1-1          | Goiás        | -           | Guarani      | 2-1          |

#### Classifica
| Pos. | Squadra     | Pt | G | V | N | P | GF | GS | DR |
| ---- | ----------- | -- | - | - | - | - | -- | -- | -- |
| 1    | Flamengo    | 8  | 6 | 3 | 2 | 1 | 11 | 6  | +5 |
| 2    | Goiás       | 7  | 6 | 2 | 3 | 1 | 7  | 7  | 0  |
| 3    | Corinthians | 6  | 6 | 2 | 2 | 2 | 10 | 10 | 0  |
| 4    | Guarani     | 3  | 6 | 0 | 3 | 3 | 3  | 8  | -5 |

#### Verdetti
- Flamengo e Goiás qualificati ai quarti di finale.

## Fase finale
|  | Quarti di finale | Quarti di finale | Quarti di finale | Quarti di finale | Quarti di finale |  |  | Semifinali       | Semifinali       | Semifinali | Semifinali | Semifinali |   |   | Finale | Finale | Finale | Finale | Finale |  |
|  |                  |                  |                  |                  |                  |  |  |                  |                  |            |            |            |   |   |        |        |        |        |        |  |
|  | T2               | Goiás            | 0                | 2                | 2                |  |  |                  |                  |            |            |            |   |   |        |        |        |        |        |  |
|  | Q1               | Santos           | 0                | 2                | 2                |  |  | Santos           | Santos           | 2          | 0          | 2          |   |   |        |        |        |        |        |  |
|  | S2               | Sport Recife     | 0                | 1                | 1                |  |  | Atlético Mineiro | Atlético Mineiro | 1          | 0          | 1          |   |   |        |        |        |        |        |  |
|  | R1               | Atlético Mineiro | 0                | 4                | 4                |  |  |                  |                  |            |            |            |   |   | Santos | Santos | 2      | 0      | 2      |  |
|  | Q2               | Vasco da Gama    | 1                | 1                | 2                |  |  |                  |                  | Flamengo   | Flamengo   | 1          | 3 | 4 |        |        |        |        |        |  |
|  | T1               | Flamengo         | 2                | 1                | 3                |  |  | Flamengo         | Flamengo         | 3          | 0          | 3          |   |   |        |        |        |        |        |  |
|  | R2               | Athl. Paranaense | 2                | 1                | 3                |  |  | Athl. Paranaense | Athl. Paranaense | 0          | 2          | 2          |   |   |        |        |        |        |        |  |
|  | S1               | San Paolo        | 1                | 0                | 1                |  |  |                  |                  |            |            |            |   |   |        |        |        |        |        |  |

### Quarti di finale

#### Andata
| Goiânia 4 maggio 1983 | Goiás      | 0 – 0 referto | Santos | Serra Dourada (56.872 spett.)\| Arbitro: \| Bernardoni \| |
| Arbitro:              | Bernardoni |               |        |                                                           |

| Recife 4 maggio 1983 | Sport       | 0 – 0 referto | Atlético Mineiro | Arruda (36.294 spett.)\| Arbitro: \| Arppi Filho \| |
| Arbitro:             | Arppi Filho |               |                  |                                                     |

| Arbitro: | Wright |

|                  |           |                            |
| Mozer 39’ (aut.) | Marcatori | 25’ Adílio 68’ Júlio César |

| Arbitro: | Coelho |

|                         |           |            |
| Déti 20’ Washington 45’ | Marcatori | 36’ Renato |

#### Ritorno
| Arbitro: | Wright |

|  |           |           |
|  | Marcatori | 75’ Assis |

| Arbitro: | Rosa Martins |

|                                 |           |                     |
| Serginho Chulapa 14’ (rig.) 67’ | Marcatori | 60’ Nei 88’ Luvanor |

| Arbitro: | Marques de Mesquita |

|                                                          |           |                    |
| Marcus Vinícius 55’ Catatau 68’ Nelinho 83’ Luizinho 85’ | Marcatori | 90+1’ Jorge Campos |

| Arbitro: | Pimentel |

|          |           |          |
| Zico 89’ | Marcatori | 11’ Elói |

### Semifinali

#### Andata
| Arbitro: | Serapião Filho |

|                                   |           |          |
| Serginho Chulapa 45+2’ (rig.) 69’ | Marcatori | 58’ Éder |

| Arbitro: | Rosa Martins |

|                        |           |  |
| Zico 39’ 61’ Vítor 54’ | Marcatori |  |

#### Ritorno
| Belo Horizonte 15 maggio 1983 | Atlético Mineiro | 0 – 0 referto | Santos | Mineirão (113.479 spett.)\| Arbitro: \| Félix \| |
| Arbitro:                      | Félix            |               |        |                                                  |

| Arbitro: | Aragão |

|                    |           |  |
| Washington 29’ 32’ | Marcatori |  |

### Finale

#### Andata
| Arbitro: | Aragão |

| |            | |
| Pita 39’ Serginho Chulapa 54’ | Marcatori  | 39’ Baltazar |
| · Marola P · Toninho Oliveira D · Márcio Rossini D · Toninho Carlos D · Gilberto D · Lino C · Paulo Isidoro C · Pita C · Camargo A · Paulinho Batistote A · Serginho Chulapa A · João Paulo A | Formazioni | · P Raul · D Leandro · D Marinho · D Mozer · D Júnior · C Bigu · C Adílio · C Zico · A Élder · A Robertinho · A Baltazar · A Júlio César · A Bebeto |
| Chico Formiga | Allenatori | Carlos Alberto |

#### Ritorno
| Arbitro: | Coelho |

| |            | |
| Zico 1’ Leandro 39’ Adílio 69’ | Marcatori  | |
| · Raul P · Leandro D · Marinho D · Figueiredo D · Júnior D · Vítor C · Adílio C · Zico C · Élder A · Baltazar A · Robertinho A · Júlio César A · Ademar D | Formazioni | · P Marola · D Toninho Oliveira · D Joãozinho · D Toninho Carlos · D Gilberto · C Toninho Silva · A Serginho Dourado · C Paulo Isidoro · C Pita · A Camargo · A Paulinho Batistote · A Serginho Chulapa · A João Paulo |
| Carlos Alberto | Allenatori | Chico Formiga |

### Verdetti
- Flamengo campione del Brasile 1983.
- Flamengo e Santos qualificati per la Coppa Libertadores 1984.

## Classifica marcatori
| Pos. | Giocatore        | Squadra          | Gol |
| ---- | ---------------- | ---------------- | --- |
| 1    | Serginho Chulapa | Santos           | 22  |
| 2    | Careca           | San Paolo        | 17  |
| 2    | Zico             | Flamengo         | 17  |
| 4    | Sócrates         | Corinthians      | 15  |
| 5    | Luisinho         | America-RJ       | 14  |
| 6    | Baltazar         | Flamengo         | 13  |
| 6    | Renato           | San Paolo        | 13  |
| 6    | Washington       | Athl. Paranaense | 13  |
| 9    | Baiano           | Náutico          | 12  |
| 9    | Tita             | Grêmio           | 12  |